# Syarhey Kantsavy
Syarhey Kantsavy (tiếng Belarus: Сяргей Канцавы; tiếng Nga: Сергей Концевой; sinh 21 tháng 6 năm 1986) là một cầu thủ bóng đá Belarus. Tính đến năm 2018, anh thi đấu cho Torpedo-BelAZ Zhodino.
Anh trai của anh Artem Kontsevoy cũng là một cầu thủ bóng đá.

## Danh hiệu
Dinamo Minsk
- Vô địch Giải bóng đá ngoại hạng Belarus: 2004

Gomel
- Vô địch Cúp bóng đá Belarus: 2010–11